# Roderick McLeod (zendeling)
Roderick McLeod (Prins Edwardeiland, 1885 - ?) was een Canadees protestants zendeling in Tibet.
Roderick McLeod volgde de Yale School of Religion en ging daarna naar het College of Missions. Hierna volgde hij, net als zijn latere vrouw Esther Evelyn, het Shurtleff College.
McLeod en zijn vrouw vertrokken voor hun kerkgenootschap Disciples of Christ op missiereis naar Tibet en kwamen aan op 24 januari 1918 en deden in maart 1920 Gartok aan, op de weg van Shigatse en Leh (Sikkim). In Batang maakten ze verschillende angstige momenten mee, onder andere in maart 1921 en september 1922 tijdens grensgevechten, totdat ze het gebied vanwege de heersende omstandigheden via een gevaarlijke reis moesten verlaten in 1927.